# Varkensput
De Varkensput is een bebost, moerassig stukje beekdal van de Kleine Dommel tussen Eindhoven en Nuenen. 

## Ligging
Het gebied ligt aan de westelijke oever van de Kleine Dommel direct benedenstrooms (noordelijk) van de Collse Watermolen en sluit dus aan bij het veel grotere beekdalgebied de Urkhovense Zeggen. Het strekt zich een halve kilometer noordwaarts uit tot iets voorbij spoorlijn Eindhoven-Helmond. Het gebied is vrijwel niet toegankelijk, maar men kan een indruk van het bos krijgen vanaf de Eindhovense Loostraat. 
Nota Bene: Hier wordt niet bedoeld de Varkensput zoals de topografische kaart vermeldt enkele kilometers naar het zuidoosten aan het Eindhovens kanaal. Hier ligt een put met eenzelfde ontstaanswijze, maar met veel minder bijzondere natuurwaarden.

## Beschrijving
De Varkensput bestaat vooral uit een vrij zwaar moerasbos van doorgeschoten elzenhakhout, met aan de randen ook essen, vogelkers en eiken. In het centrum van het gebied liggen oude veenputten die in sterke mate zijn dichtgegroeid. Tot voor kort groeide hier de zeldzame slangenwortel. Het elzenbroekbos lijkt op dat van de Urkhovense Zeggen met dotterbloem, moerasvaren, scherpe zegge en hoge cyperzegge. Op verschillende plaatsen op de overgang naar de drogere gronden is elzen-essenbos te vinden met grote keverorchis, eenbes en gewone vogelmelk. 
De Varkensput is een voorbeeld van turfwinning uit een beekdal. Dat was vrij gewoon in Vlaanderen, maar in niet Nederland. Een ander voorbeeld vormen de Moerkuilen bij Nijnsel.

## Etymologie
Het woord put wijst erop dat ter plaatse klot (turf) is gestoken. Volgens een plaatselijke overlevering verwijst het begin van de naam naar de roep van bepaalde watervogels (mogelijk de meerkoet of de waterral) die zou doen denken aan het geknor van varkens. 